# Wilhelm Blase (Politiker, 1909)
Wilhelm Karl Blase (* 11. Dezember 1909 in Bremen; † 7. September 1994 in Bremen) war ein deutscher Politiker (SPD) und Senator in Bremen.

## Leben

### Familie und Beruf
Wilhelm Blase wurde am 11. Dezember 1909 als Sohn des Heizers und gleichnamigen Bürgerschaftsabgeordneten Wilhelm Carl Blase (1876–1946) und seiner Ehefrau Johanne Christine Louise geb. Meyer (1882–1936) in Bremen geboren. Er war – zuletzt als Senatsdirektor – von 1954 bis 1963 Leiter der Behörde Senatskommission für das Personalwesen (SKP) in Bremen (heute der Eigenbetrieb Performa Nord).

### Politik
Blase war Mitglied der SPD.
1963 wurde er im 7. Kabinett von Wilhelm Kaisen (SPD) als Nachfolger von Senator Alfred Balcke (SPD) zum Senator für das Bauwesen in den Senat berufen. In seine Zeit fiel der Ausbau der Blocklandautobahn, der Bau der Hochstraße vor dem Hauptbahnhof, der Ausbau der Infrastruktur in Bremen mit Schulen, Kindergärten, sozialen Einrichtungen und neuen Ortsteilen. Es wurden viele neue Wohnungen gebaut, u. a. in Huchting, Osterholz, Horn-Lehe, Blumenthal und Oberneuland. Der soziale Wohnungsbau für die bedürftigen Bevölkerungsschichten fand dabei eine sehr hohe Berücksichtigung. Blases Nachfolger wurde 1969 Hans Stefan Seifriz (SPD).

### Baulandskandal
Das rasante Wachstum beim Wohnungsbau führte aber auch zu spekulativem Grundstückshandel. Im Hollerland in Horn-Lehe kauften auf Grund von Informationen des SPD-Fraktionsvorsitzenden Richard Boljahn nicht nur die bremische Grundstücksgesellschaft Weser, sondern auch die Wohnungsgesellschaft Neue Heimat (Boljahn war im Aufsichtsrat) und der Makler Willi Lohmann spekulativ riesige Flächen, die später durch das Bauressort einer Bebauung zugeführt werden sollten. Am 24. Juni 1969 veröffentlichte der Weser-Kurier einen Artikel des Redakteurs Ulrich Manz, mit dem der Baulandskandal ausgelöst wurde. Bausenator Blase trat deshalb am 31. Juli 1969 zurück und auch Boljahn verlor  sein Amt als Fraktionsvorsitzender der SPD. Erst 25 Jahre später wurde ein kleinerer Teilbereich des Hollerlandes dann tatsächlich bebaut.
1967 wurde er in die Bremische Bürgerschaft gewählt, als Senator ruhte aber sein Bürgerschaftsmandat. Nach seinem Rücktritt war er deshalb von 1969 bis 1971 Mitglied der Bürgerschaft.

### Privat
Blase war seit dem 10. August 1940 mit der Verkäuferin Auguste Wilhelmine geb. Löwer (1906–1983) verheiratet. Die Eheschließung fand in Bremen statt.

### Ehrungen
- Nach ihm wurde die Senator-Blase-Straße in Strom benannt.
- Das Senator-Willy-Blase-Haus, ein sozialtherapeutisches Wohn- und Übergangsheim der AWO in der Bremer Neustadt, wurde nach ihm benannt.